# Zemrën e lamë peng
Chansons représentant l'Albanie au Concours Eurovision de la chanson
Hear My Plea
(2007) Carry Me in Your Dreams
(2009)
Zemrën e lamë peng (en français Nous avons donné nos cœurs) est la chanson représentant l'Albanie au Concours Eurovision de la chanson 2008. Elle est interprétée par Olta Boka.

## Composition
En 2007, Olta Boka est annoncée comme l'une des candidates sélectionnées pour participer à la 46e édition du Festivali i Këngës, un concours visant à déterminer le participant albanais au Concours Eurovision de la chanson 2008. Conformément aux règles du concours, les paroles des chansons participantes doivent être en albanais. Boka se présente avec la chanson Zemrën e lamë peng, composée par Adrian Hila et écrite par Pandi Laço. La chanson est remasterisée et retravaillée en Italie avec quelques modifications menant à une version plus rythmique. Musicalement, elle est une ballade, dont les paroles tournent autour du mal d'amour et de la douleur de la séparation.

## Eurovision
Le radiodiffuseur national d'Albanie, Radio Televizioni Shqiptar (RTSH), organise la 46e édition de Festivali i Këngës. L'émission consiste d'abord en deux demi-finales les 14 et 15 décembre puis la grande finale le 16 décembre 2007. Boka est choisie, après que les votes d'un jury d'experts lui donne 67 points. La victoire de Boka est entourée de controverse après que plusieurs observateurs accusent la RTSH de complot et de manipulation.
L'Albanie se maintient après le 17 février 2008, le jour de la proclamation de l'indépendance du Kosovo contre la Serbie, alors que le Concours aura lieu à Belgrade.
La chanson sort en CD single en 2008 par RTSH, un millier de CD promotionnels sont distribués aux stations de radio. Un clip vidéo est créé avant le début du Concours Eurovision de la chanson 2008. À des fins promotionnelles, Boka fait des apparitions à plusieurs reprises en avril pour interpréter la chanson, notamment en Azerbaïdjan, en Géorgie et en Ukraine. Le même mois, elle est aussi dans les émissions de télévision turques Aynadan yansıyanlar et Michael show.
L'Albanie participe d'abord à la seconde demi-finale le jeudi 22 mai 2008. La chanson est la sixième de la soirée, suivant Nomads in the Night interprétée par Jeronimas Milius pour la Lituanie et précédant Era stupendo interprétée par Paolo Meneguzzi pour la Suisse.
La chanson obtient 67 points et finit neuvième des dix-neuf participants. Elle fait partie des neuf chansons sélectionnée pour la finale le samedi 24 mai 2008.
La chanson est la troisième de la soirée, suivant Even If interprétée par Andy Abraham pour le Royaume-Uni et précédant Disappear interprétée par No Angels pour l'Allemagne.
Sur un fond sombre, Boka est accompagnée sur scène de deux guitaristes et d'un batteur. Les écrans LED en arrière-plan affichent des cœurs violets et jaunes tout au long de la représentation.
La chanson obtient 55 points et finit seizième des vingt-quatre participants.

### Points attribués à l'Albanie lors de la seconde demi-finale
| 12 points   | 10 points            | 8 points               | 7 points   | 6 points             |
| ----------- | -------------------- | ---------------------- | ---------- | -------------------- |
| - Macédoine | - Croatie - Suisse   | - Turquie              | - Suède    |                      |
| 5 points    | 4 points             | 3 points               | 2 points   | 1 point              |
| - Ukraine   | - Estonie - Pays-Bas | - Biélorussie - France | - Portugal | - Islande - Tchéquie |

### Points attribués à l'Albanie lors de la finale
| 12 points   | 10 points  | 8 points           | 7 points     | 6 points                                     |
| ----------- | ---------- | ------------------ | ------------ | -------------------------------------------- |
| - Macédoine | - Grèce    | - Suisse - Croatie | - Monténégro |                                              |
| 5 points    | 4 points   | 3 points           | 2 points     | 1 point                                      |
|             | - Slovénie | - Saint-Marin      |              | - Azerbaïdjan - Bosnie-Herzégovine - Turquie |